# Chris Pontius
Christopher Andrew "Chris" Pontius (Pasadena, Califórnia, 16 de julho de 1974) é um ator estadunidense, mais conhecido por seu papel no filme Jackass, MTV.

## Filmografia
- CKY 3 (2000)
- Jackass: The Movie (2002)
- Charlie's Angels: Full Throttle (2003)
- What We Do Is Secret (2006)
- Jackass: Number Two (2006)
- Jackass 3D (2010)
- Jackass 3.5 (2011)
- TV: Jackass (2000 - 2002)
- TV / DVD: Wildboyz Season 1 - 5
- National Lampoon's TV the Movie